# Mazda 626
Mazda 626 – samochód osobowy klasy średniej produkowany przez japoński koncern Mazda Motor Corporation w latach 1979 – 2002.

## Pierwsza generacja

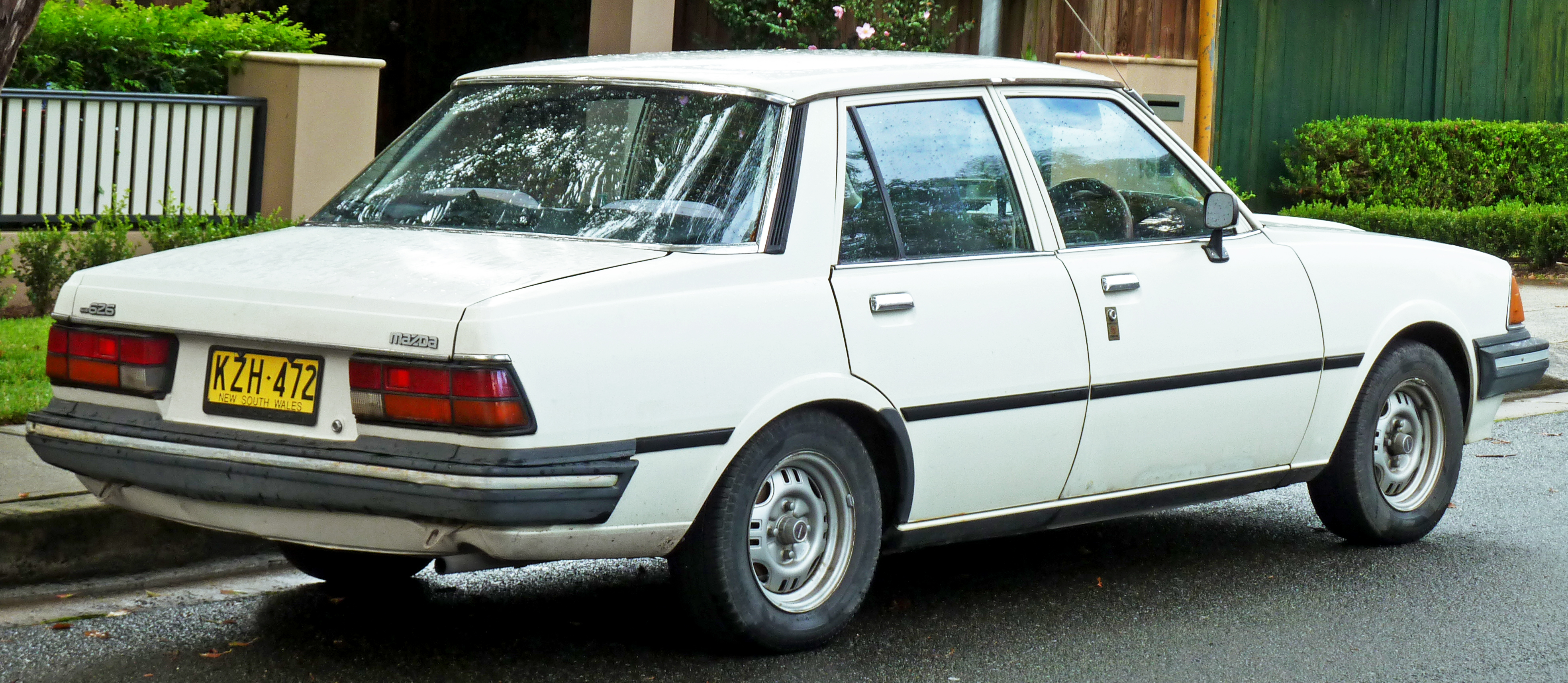
Tył Mazdy 626 I

Mazda 626 I została zaprezentowana pod koniec lat 70. XX wieku jako następca 616. Model ten zyskał bardzo szybko uznanie zarówno ze strony fachowców, jak i potencjalnych użytkowników. W swym rodzinnym kraju, w Japonii, auto to nosiło nazwę Mazda Capella. Zaliczana do klasy średniej Mazda 626 miała w tamtych latach silnik umieszczony z przodu, ale napędzał on nadal koła tylne.

## Druga generacja

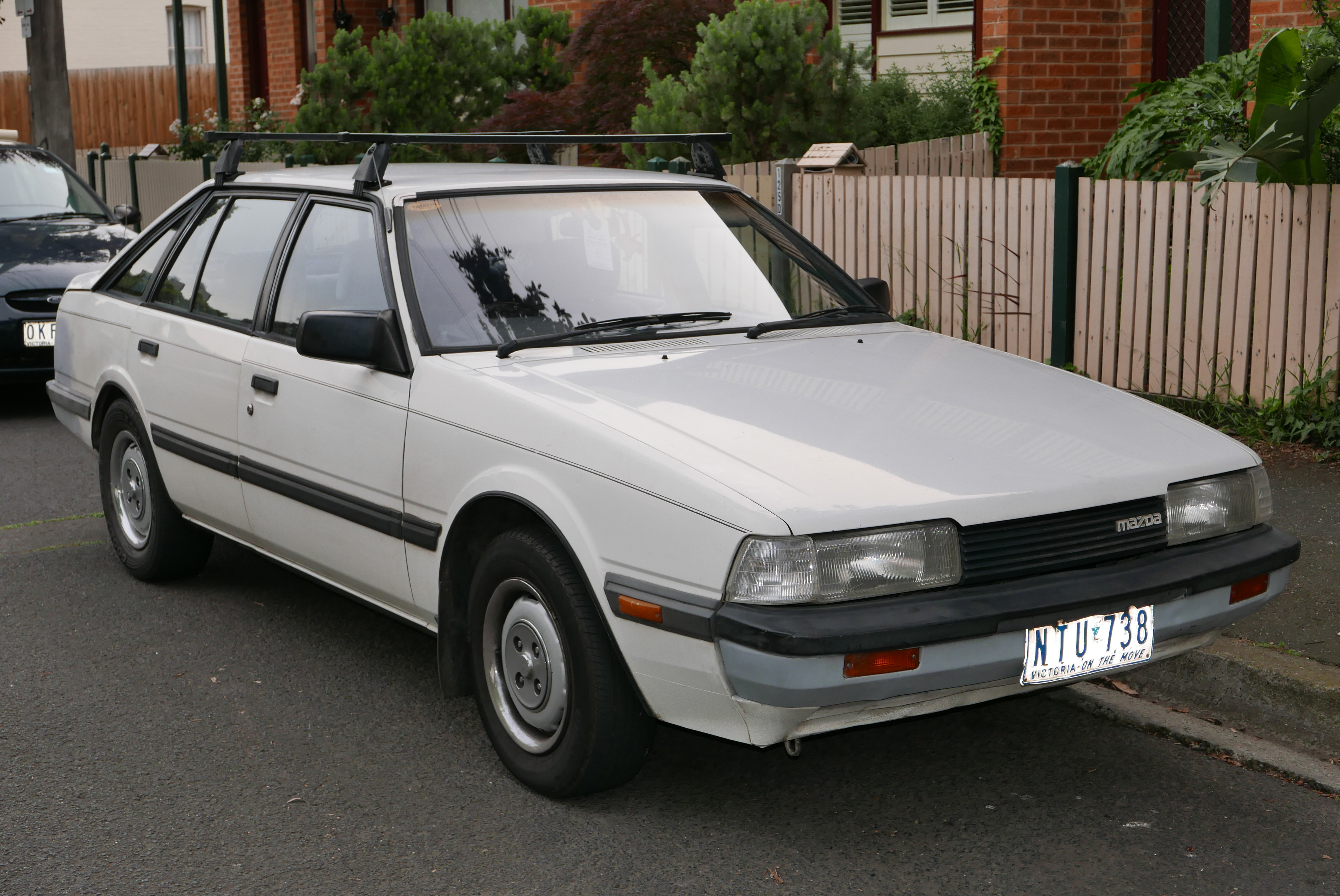
Mazda 626 liftback

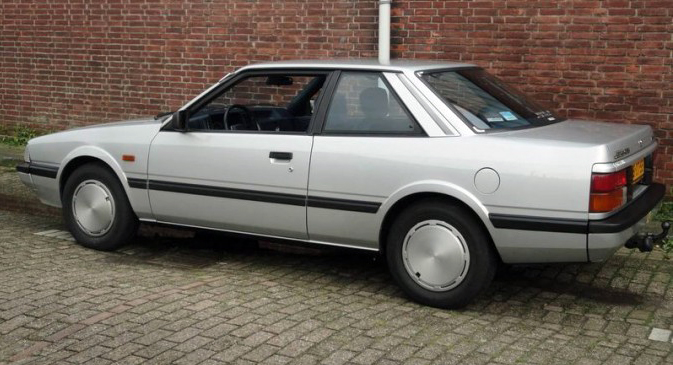
Mazda 626 coupe

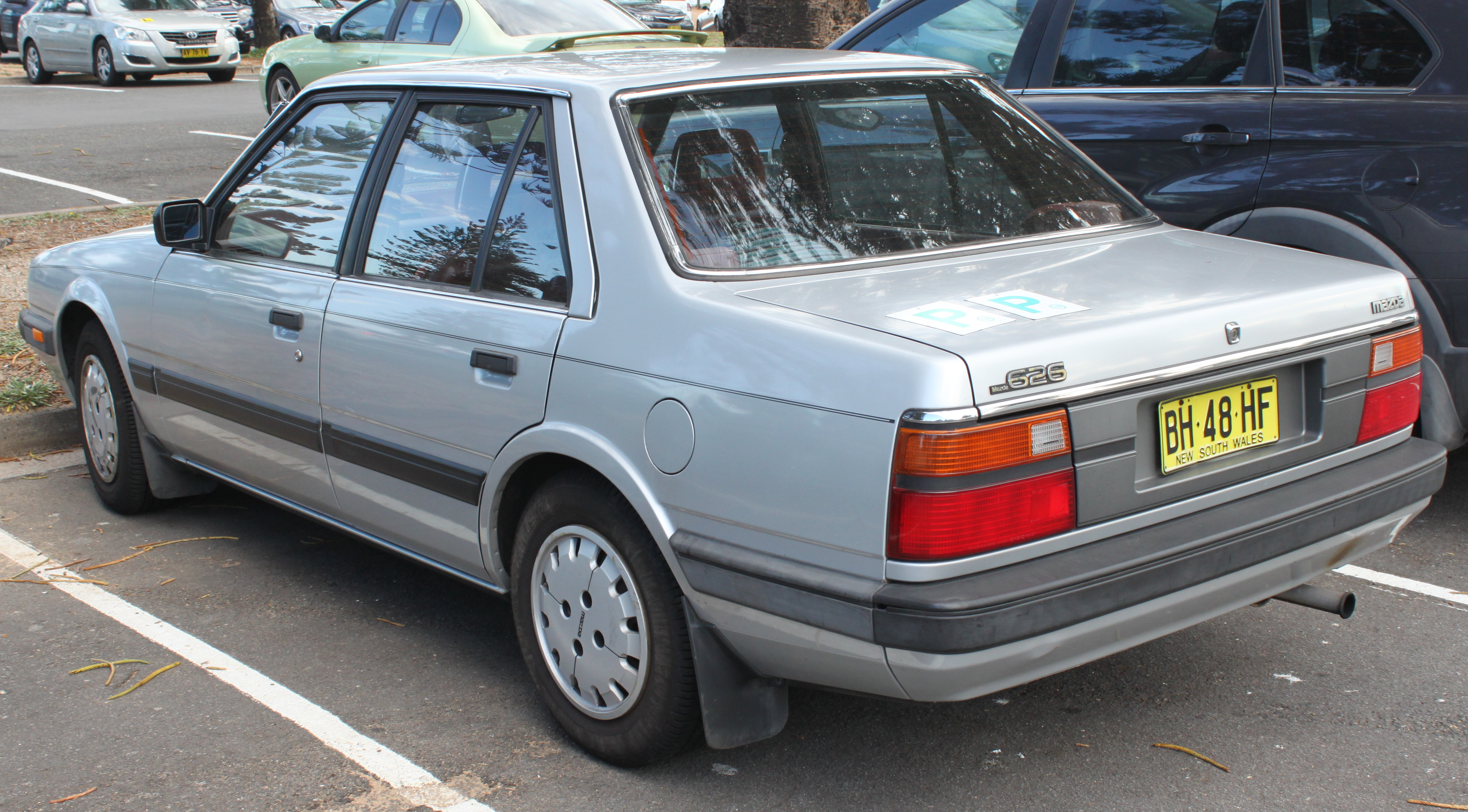
Mazda 626 sedan od tyłu

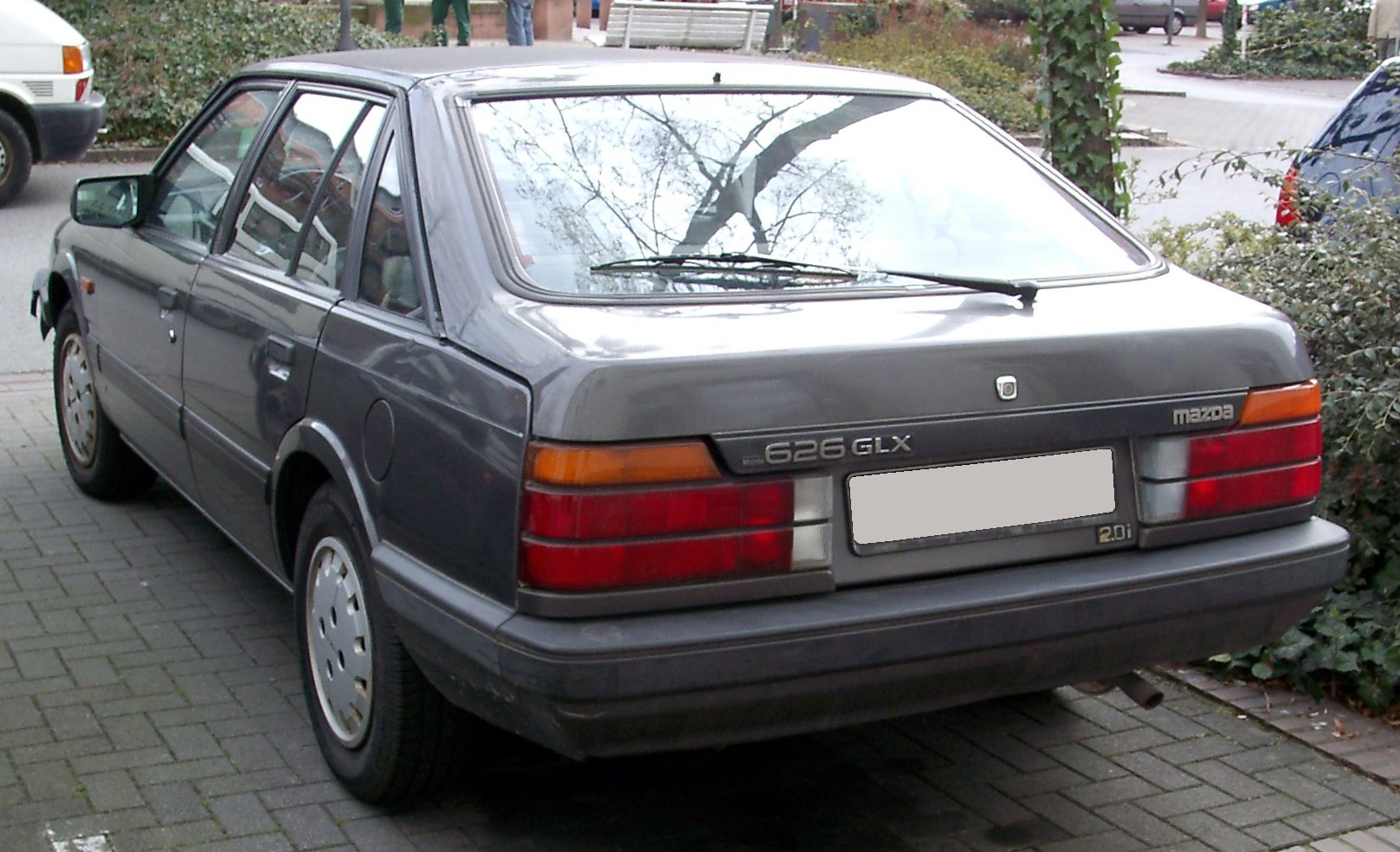
Mazda 626 liftback

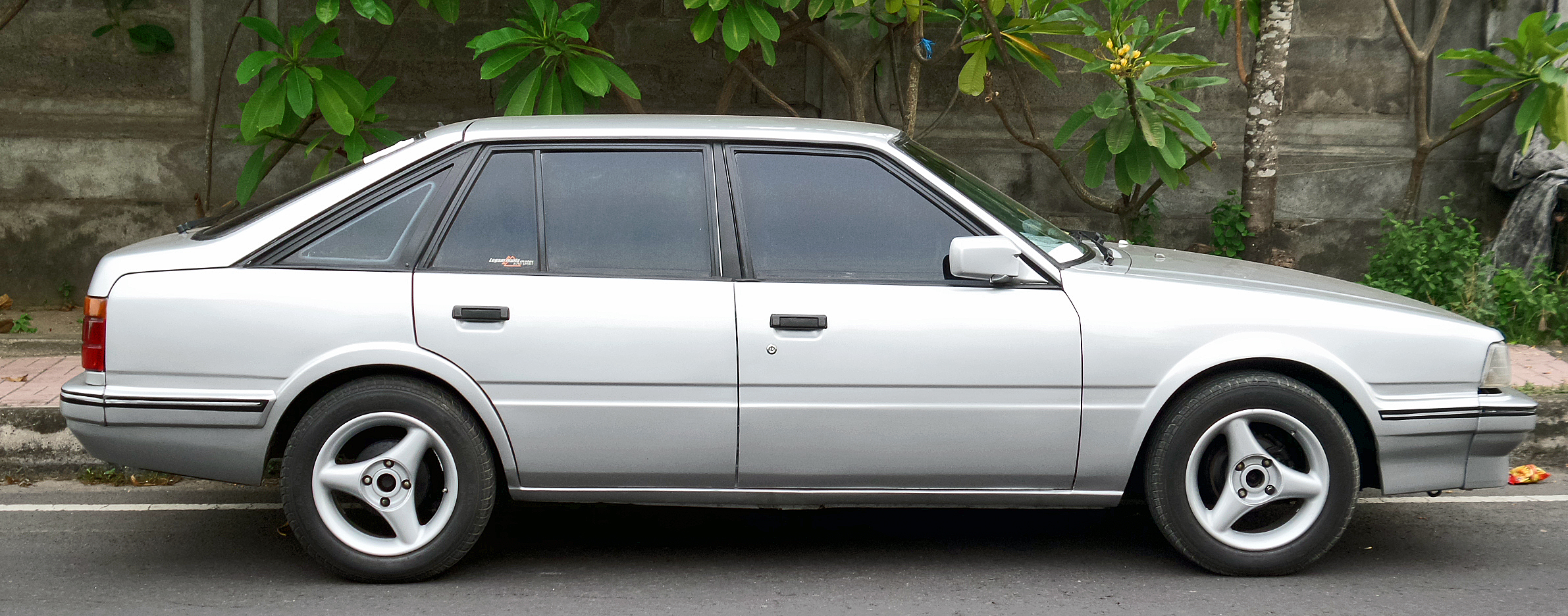
Sylwetka Mazdy 626 liftback (nieoryginalne koła)

Mazda 626 II zadebiutowała w 1982 roku. Zachodnioniemiecka prasa nadała II generacji 626 tytuł bestsellera z Hiroszimy. Auto sprzedawano w około 120 krajach na świecie. Japoński samochód roku 1982-1983. 
Na początku lat 80. japoński przemysł motoryzacyjny usilnie zabiegał o rynki zbytu na całym świecie. Europejscy konkurenci produkowali wtedy już wiele pojazdów z napędem kół przednich. Aby nie zostać w tyle, konstruktorzy Mazdy zdecydowali się na podobne rozwiązanie. Najpierw wprowadzono przedni napęd do mniejszego samochodu – modelu 323 w 1980 roku, a w październiku 1982 roku pojawił się nowy samochód z przednim napędem Mazda 626. Do produkcji nowego modelu 626 wybudowano nową, bardzo nowoczesną fabrykę w Hofu koło Hiroshimy. Brak odpowiednich terenów na lądzie spowodował, że fabrykę zbudowano na terenach wydartych morzu.
Zaliczana do najnowocześniejszych na świecie fabryka w Hofu zatrudniała 1800 pracowników i produkowała miesięcznie 27 tysięcy samochodów Mazda 626. Wysoką wydajność uzyskano przez zautomatyzowanie procesów technologicznych. Pracowało tam 155 robotów, które same wykonywały czynności spawalnicze, malowanie i montaż pojazdów. Aż 95% czynności spawalniczych wykonywały automaty, bez udziału człowieka. Wysoki stopień automatyzacji wpływał bardzo korzystnie na jakość produkowanych samochodów, przez co były one dokładnie wykonane. Fabryka w Hofu kooperowała z 10 zakładami, do fabryki były dowożone również gotowe silniki wykonane w innym zakładzie Mazdy. Najpierw zastosowano silniki gaźnikowe nowej serii F o trzech różnych pojemnościach: 1587, 1789 i 1998 cm³. Zróżnicowaną pojemność skokową silników uzyskano poprzez kombinację wielkości średnicy cylindrów i skoku tłoków. Pojemność skokową 1800 uzyskano przez zwiększenie o 5 mm średnicy cylindrów silnika 1600, pozostawiając bez zmian skok tłoków, natomiast pojemność 2000 uzyskano zwiększając skok tłoków silnika 1800 o 9 mm, pozostawiając bez zmian średnicę cylindrów. Silniki te mają podobne rozwiązania konstrukcyjne: wałek rozrządu umieszczony w głowicy napędzany za pośrednictwem paska zębatego i wszystkie są ustawione poprzecznie w pojeździe. Aby zwiększyć sprawność silników, zmniejszyć ich masę własną i zmniejszyć zużycie paliwa dokonano wielu śmiałych posunięć konstrukcyjnych. Zmniejszono tarcie wewnętrzne przez zastosowanie pierścieni tłokowych o mniejszym nacisku na ścianki cylindrów, odpowiednio dobrano łożyska wału korbowego, zmniejszając przy tym średnicę czopów wału. W porównaniu do silników stosowanych w poprzednim modelu 626, zmniejszono masę wału korbowego o 6,5 kg, zmniejszając liczbę przeciwciężarów z 8 do 4. Stosując cienkie ścianki bloku cylindrów zmniejszono jego masę do 6 kg. Bloki silników wykonano z żeliwa, natomiast głowice cylindrów, a nawet dźwigienki zaworowe - ze stopów lekkich. Dokonano jeszcze wielu innych zmian, zmniejszając w sumie masę silników serii F aż o 26kg. Silniki serii F były nie tylko lekkie, ale wykazywały niski stopień hałaśliwości w czasie pracy. Do układu wylotowego silnika doprowadzono dwoma kanałami powietrze, jednym kanałem powietrze dopływa do układu wylotowego 1 i 4 cylindra, a drugim do pozostałych. W momencie powstawania podciśnienia w przewodzie wylotowym otwiera się zawór doprowadzający z zewnątrz powietrze, jest wyrównywane ciśnienie i nie powstaje fala uderzeniowa tym samym jest zmniejszony hałas powstający w układzie wylotowym.
Od września 1983 roku samochód Mazda 626 był produkowany również z silnikiem wysokoprężnym, a od 1984 roku z 2-litrowym silnikiem benzynowym z doładowaniem. Skrzynię biegów opracowano wzorując się na skrzyni modelu 323, ale i w tym przypadku zmniejszono masę, między innymi przez zmniejszenie wymiarów zewnętrznych skrzyni. Do wykonania obliczeń skrzyni zastosowano komputer. Skrzynia miała dobrze dobrane przełożenia i jej praca jest cicha. Silniki i skrzynia są umieszczone poprzecznie przed osią przednią - skrzynia biegów z lewej strony. Nierówną długość mają wahacze poprzeczne zawieszenia. Wahacz lewy jest dłuższy o 3,5 cm od prawego. Chciano przez to uzyskać dobre zachowanie się pojazdu, zwłaszcza na zakrętach, ponieważ silnik jest umieszczony (poprzecznie) po prawej stronie i środek ciężkości pojazdu jest lekko przesunięty właśnie w tę stronę. Starannie opracowano zawieszenie tylne pojazdu. W układzie zawieszenia każdego koła tylnego zastosowano podwójne drążki reakcyjne poprzeczne i pojedynczy drążek podłużny. Japończycy nazwali ten układ TTL (Twin Trapezoidal Link) czyli podwójny układ trapezowy. Za opracowanie tego układu konstruktorzy otrzymali nagrodę Nakagawa Award nadaną przez Stowarzyszenie Inżynierów Samochodowych w Japonii. Podkreślono przy tym prostą budowę układu TTL, skuteczność działania, zwiększenie wygody jazdy oraz uzyskanie dobrej charakterystyki prowadzenia pojazdu. Układ drążków TTL zapewnia dobrą stabilność pojazdu w czasie jazdy na wprost i na zakrętach. Można więc było zastosować miękkie zawieszenie w celu podniesienia wygody jazdy. W niektórych modelach Mazdy 626, na przykład w wersji coupe, są stosowane seryjnie amortyzatory teleskopowe z regulowaną siłą tłumienia. Do dyspozycji kierowcy były trzy ustawienia: komfort, sport (wszystkie amortyzatory są utwardzone) i auto (po przekroczeniu 80 km/h przednie amortyzatory ulegały utwardzeniu). Amortyzatory takie nazywane są EVSA - Electronic Variable Shock Absorber, czyli amortyzatory o zmniejszonej sile tłumienia sterowane elektronicznie. Mazda 626 jest samochodem bardzo stabilnym w ruchu, łatwym w prowadzeniu. Przekładnia zębatkowa powoduje, że pojazd szybko reaguje na ruchy kierownicą. Silnik pracuje cicho i zapewnia pojazdowi dobrą dynamikę. Od momentu wprowadzenia do produkcji w 1982 r. samochody Mazda 626 są budowane w trzech odmianach nadwoziowych: sedan 4-drzwiowy, coupe 2-drzwiowe i 5-drzwiowy hatchback z pochyloną ścianą tylną, w której znajdują się unoszone do góry drzwi. Japończycy chcąc eksportować swój samochód wiedzieli, że na wszystkich rynkach są najlepiej sprzedawane samochody, których nadwozia zaprojektowane zostały przez europejskich stylistów. Nie ryzykowali opracowania nadwozia we własnym zakresie i linię zewnętrzną Mazdy 626 narysował słynny włoski projektant Giorgetto Giugiaro. Powstał samochód o dużej użyteczności i o ładnym wyglądzie. Zderzaki tworzą integralną część z bryłą nadwozia - nie są wystające. Pod reflektorami przednimi, lampami tylnymi i z obu boków nadwozia biegną listwy wykonane z czarnego tworzywa - jest to nie tylko akcent dekoracyjny ale również ochrona nadwozia przed uszkodzeniami mechanicznymi. Podobnie jak z zewnątrz, estetycznie jest opracowane wnętrze nadwozia. Wyposażenie wnętrza wskazuje na wóz o podwyższonej klasie, tak na przykład w samochodach z silnikiem 2-litrowym fotele przednie można ustawiać - jak reklamuje wytwórca aż w dziesięciu - pozycjach, elektrycznie są sterowane lusterka zewnętrzne i opuszczane szyby w drzwiach bocznych. W odmianie sedan można pochylać do przodu niezależnie dwie części oparcia siedzenia tylnego, łączy się tym samym przestrzeń osobową z bagażnikiem i uzyskuje możliwość przewożenia długich przedmiotów. Współczynnik oporu powietrza Cx wynosił: sedan - 0,36, 5d - 0,35, coupe - 0,34. Były to w 1982 roku dobre rezultaty.

## Trzecia generacja

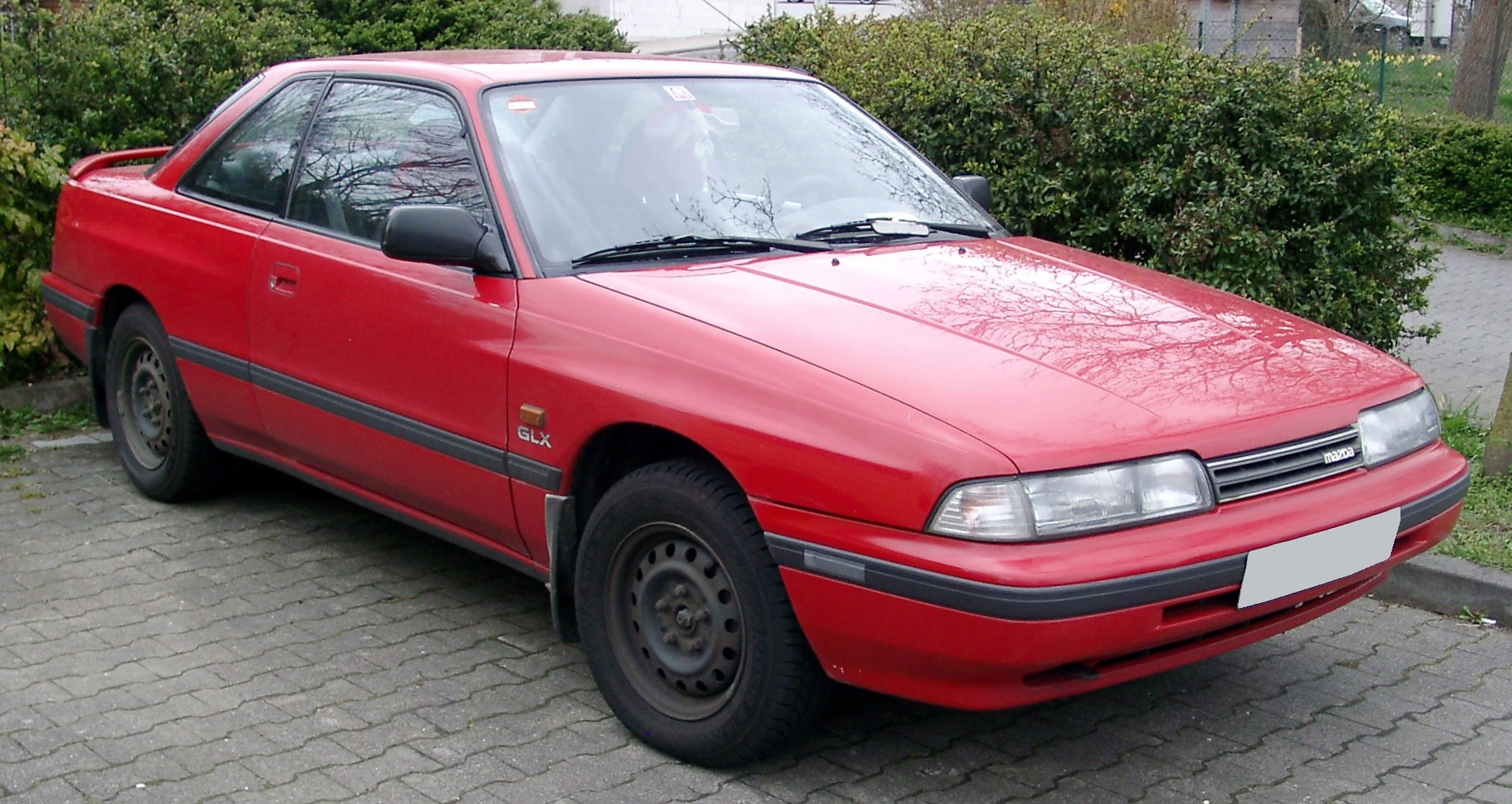
Mazda 626 coupe

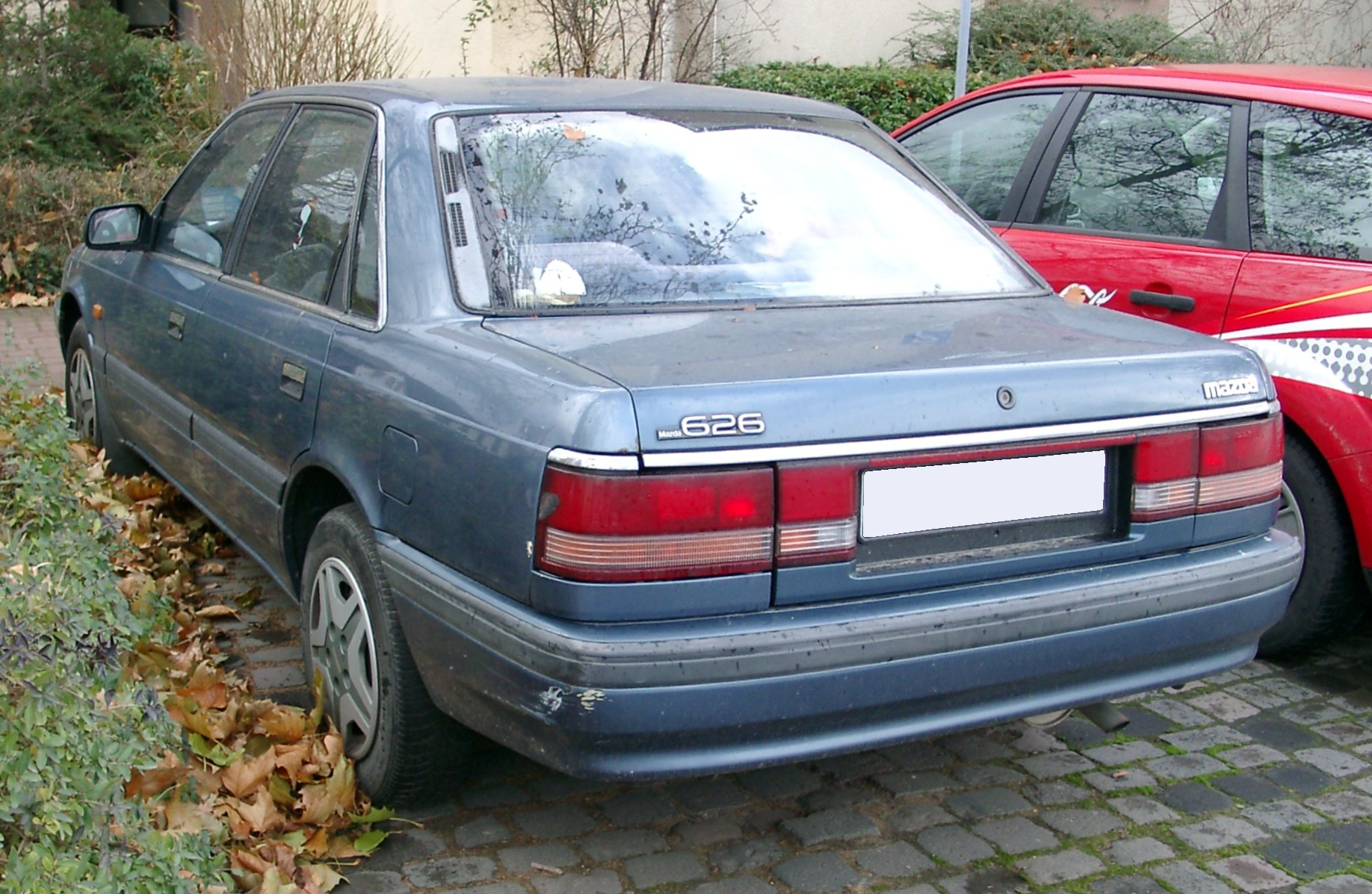
Tył Mazdy 626 sedan

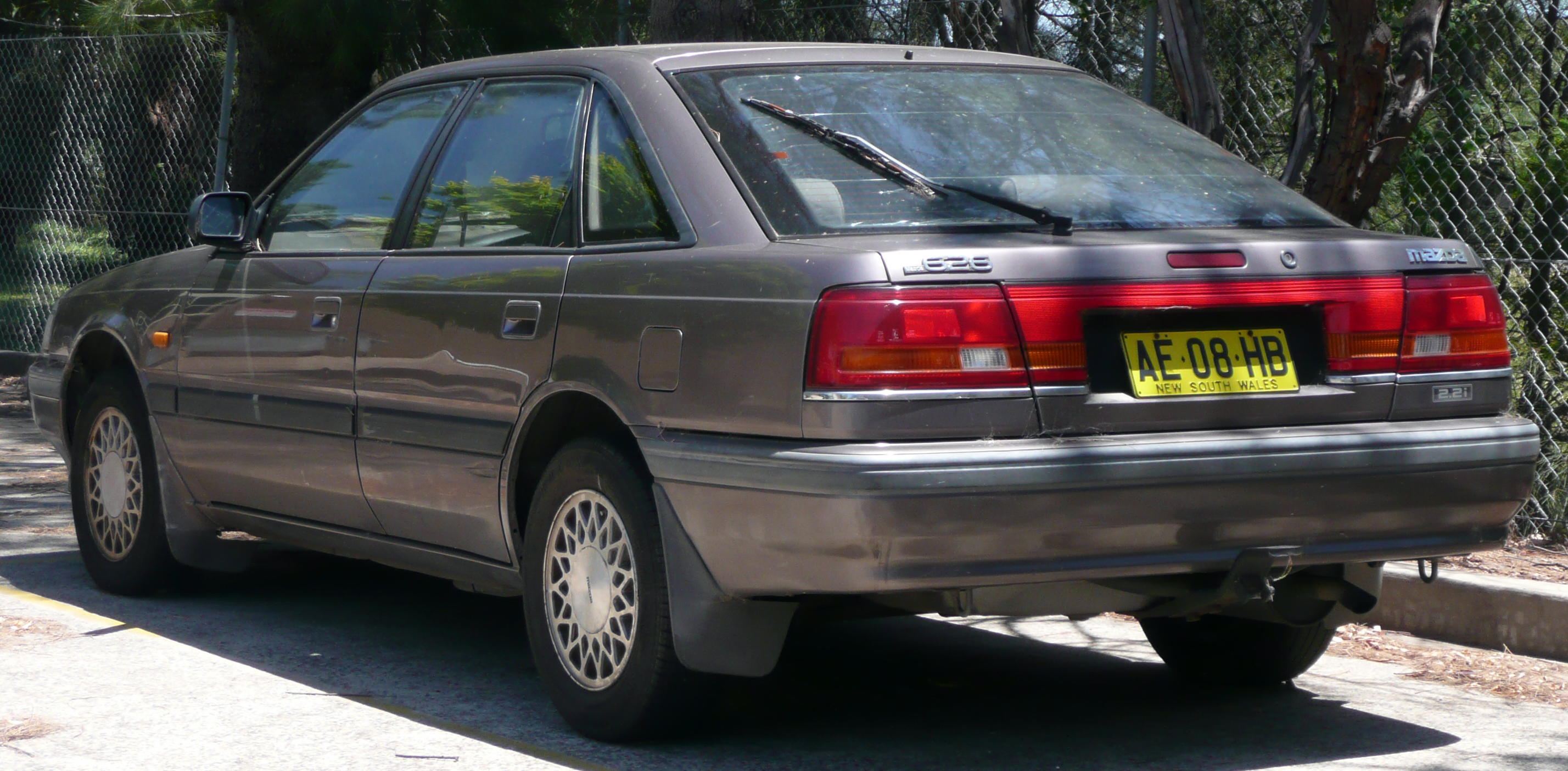
Tył Mazdy 626 liftback

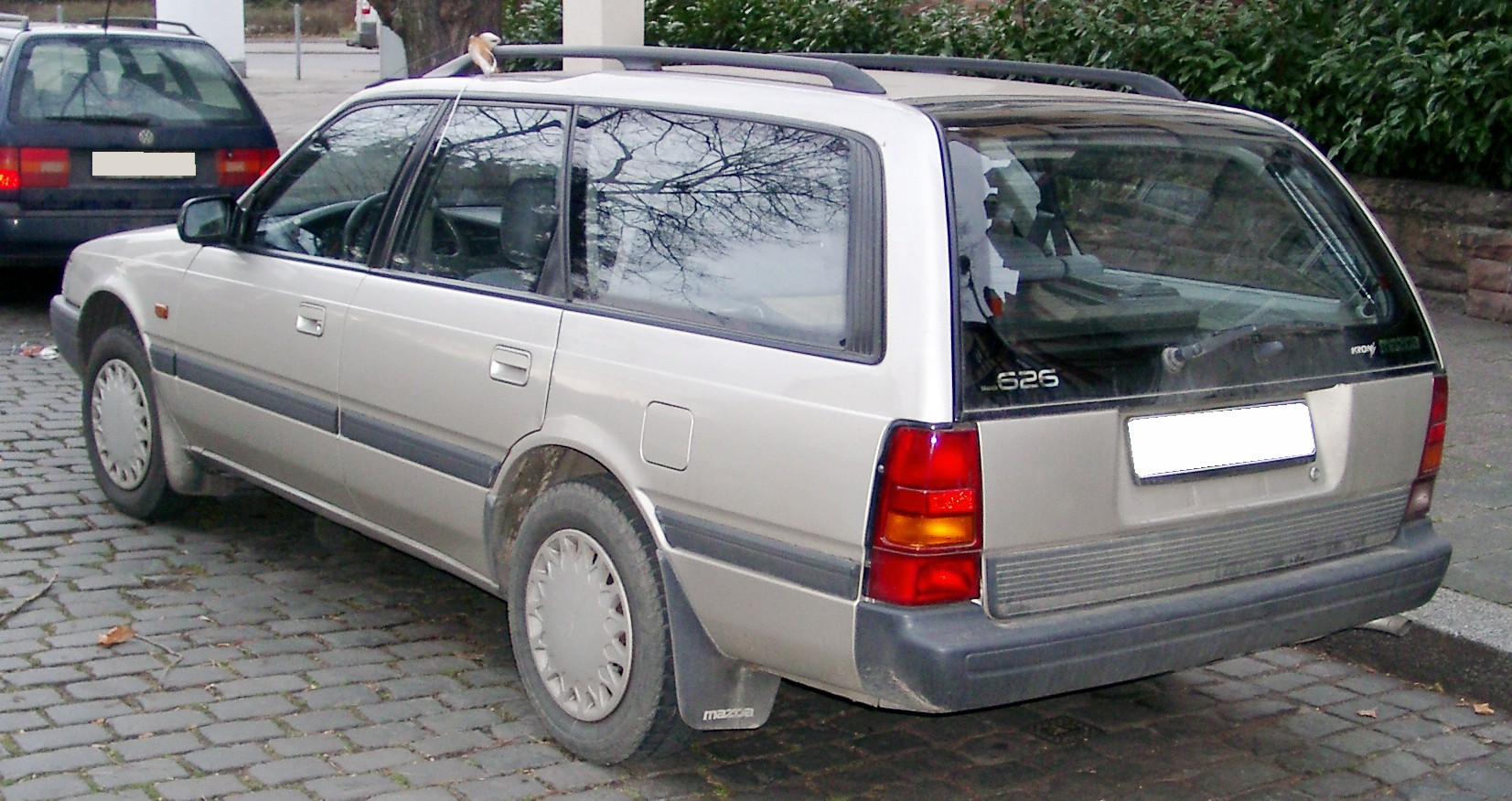
Tył Mazdy 626 kombi

Mazda 626 III to tak naprawdę II generacja modelu po liftingu. Nadążając za panującą modą nadwozie "zaokrąglono", zmieniono lampy przednie i tylne, szyby boczne bardziej wygięto, wprowadzono zmiany w wystroju wnętrza nadwozia, zmieniono wygląd tablicy wskaźników. Zwiększono rozstaw osi do 275,5 cm i długość samochodu do 451,5 cm. Można było otrzymać samochód wyposażony w jedną z sześciu wersji silnika. Dla odbiorcy japońskiego wprowadzono nowy silnik 1600 (78 x 83,6 mm) oznaczony B6, pozostawiając dotychczas stosowany silnik 1600 w samochodach kierowanych na eksport. Silniki serii F 1800, 2000, 2200 z jednym wałkiem rozrządu otrzymały po 3 zawory na cylinder, silnik 2000 z dwoma wałkami otrzymał 4 zawory, pozostał stosowany silnik wysokoprężny oznaczony RF. Samochody napędzane silnikiem 2-litrowym z dwoma wałkami rozrządu w głowicy stały się najbardziej dynamicznymi spośród modeli 626. Prędkość maksymalna wynosiła 206 km/h, rozpędzanie 0-100 km/h w ciągu 9,4 sekundy. Poza tym te właśnie modele 626 (2.0 DOHC 16V) zostały wyposażone alternatywnie w napęd na 2 lub 4 koła (4WD) oraz w kierowane 2 przednie lub 4 koła (4WS). W układzie hamulcowym wprowadzono system zapobiegający blokowaniu kół (ABS), a w układzie wylotowym spalin silnika katalizator.

## Czwarta generacja

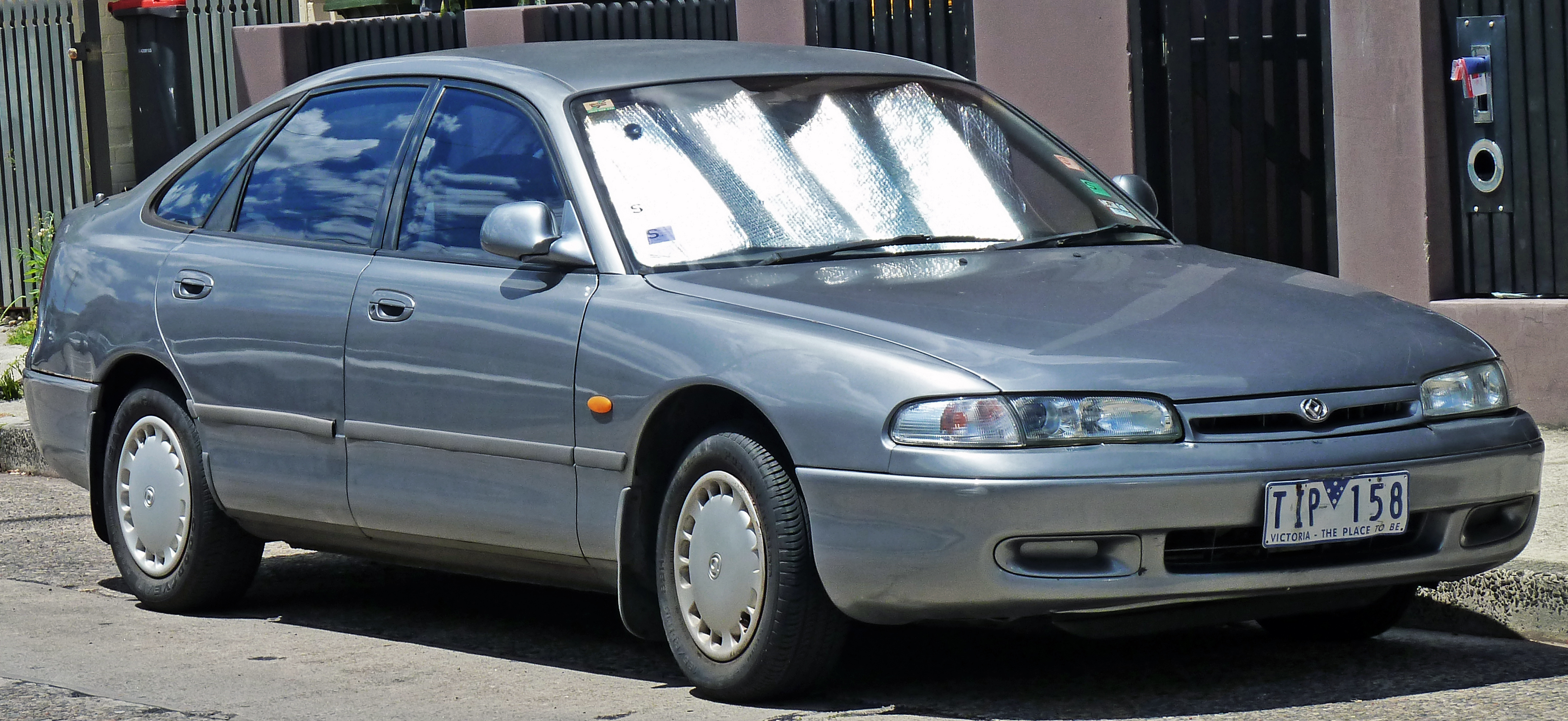
Mazda 626 liftback

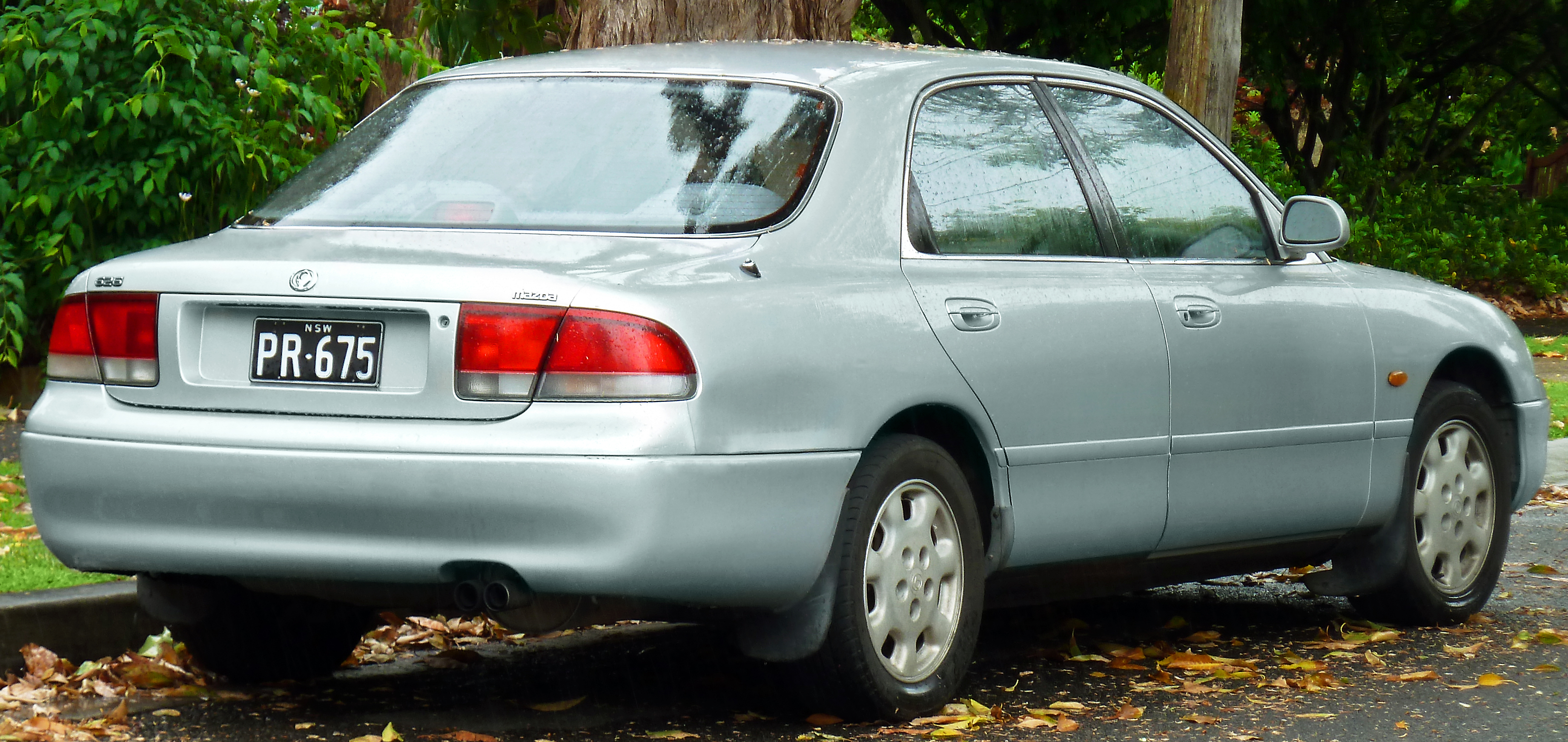
Tył Mazdy 626 sedan

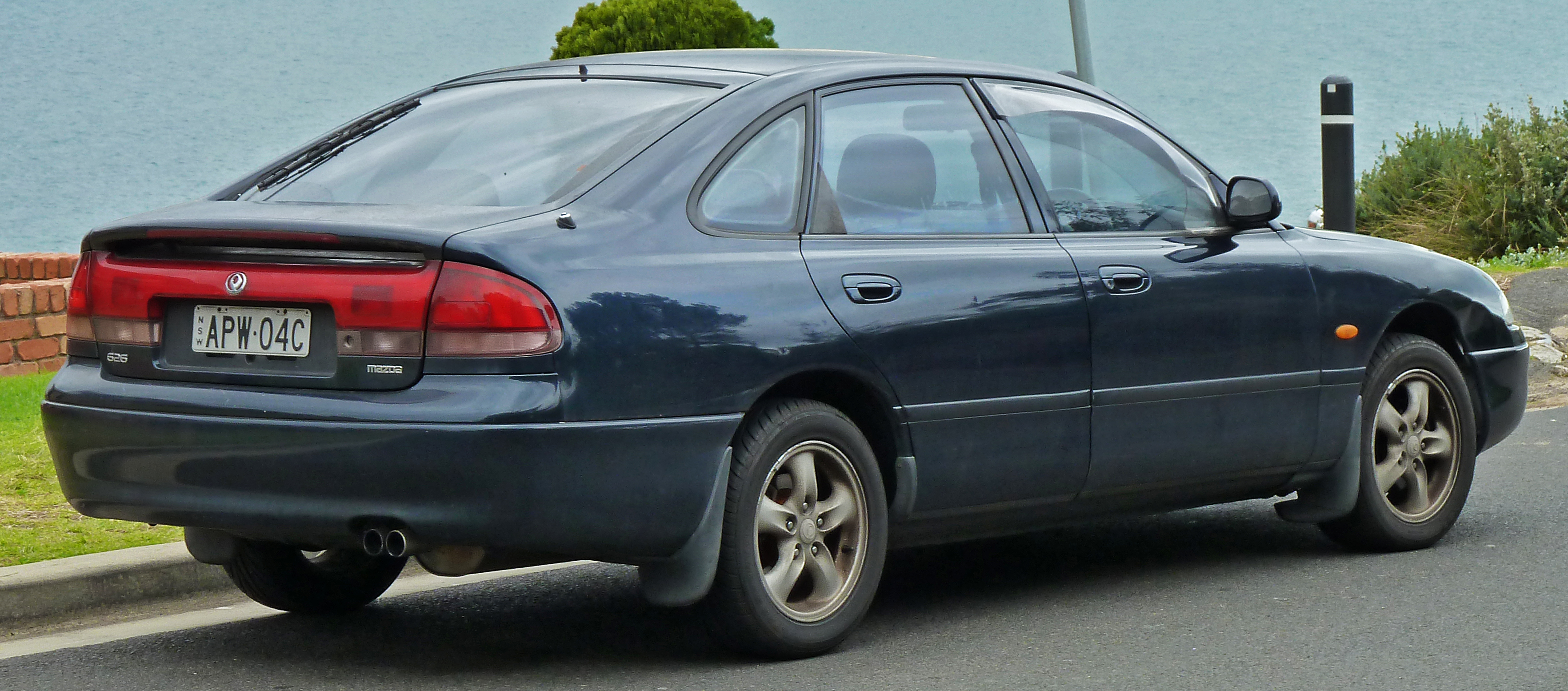
Tył 626 liftback

Mazda 626 IV zadebiutowała w 1991 roku. Auto posiadało bardzo opływową karoserię. 
Jego wymiary mocno urosły – rozstaw osi do 2,61 m, a długość do 4,7 m. Kombi pozostało z modelu poprzedniego GD. Sukces tego samochodu nie powtórzył się tak jak z poprzednim. Wadą było mało miejsca na tylnej kanapie, szczególnie w liftbacku (inaczej touring sedan). Kokpit był funkcjonalny i nie sprawiał wrażenia przeładowanego. Jakość materiałów była bardzo dobra i były one odporne na zużycie. Bagażnik miał pojemność 502 l, a ogromna klapa ułatwiała załadunek. Zawieszenie było bardzo komfortowe, ale być może za miękkie. Auto mocno reagowało na jazdę z obciążonym bagażnikiem. Seryjne wspomaganie kierownicy zdecydowanie ułatwiało manewry, które szczególnie w wersji Cronos nie należały do przyjemnych ze względu na dużą średnicę zawracania. Układ kierowniczy był precyzyjny i czuły. Bogate wyposażenie i wzorowa niezawodność przemawiały za kupnem tej wersji modelu. Na początku 1993 roku wprowadzono do sprzedaży silnik Diesla ze sprężarką mechaniczną Comprex generujący moc 75 KM. Sprężarka napędzana za pośrednictwem paska klinowego zwiększała ciśnienie powietrza w układzie dolotowym silnika. Przekładało się to na wzrost momentu obrotowego w całym zakresie obrotów i co za tym idzie wyższą moc maksymalną względem wolnossącego silnika diesla. Rozwiązanie to charakteryzowało się brakiem zjawiska tzw. turbodziury występującego w przypadku doładowania za pomocą turbosprężarki. Pozostałe silniki o zapłonie iskrowym: 1.8 (1840 cm³, 105 KM) - na przełomie 1994 i 1995 roku zastąpiony jednostką 90-konną o tej samej objętości skokowej, 2.0i o mocy 116 KM oraz 6-cylindrowy, 165-konny 2,5 litra. Do sprzedaży specjalnie na rynku amerykańskim opracowano wersję Cronos z nadwoziem typu sedan. Mazda nie miała wersji kombi.

## Piąta generacja

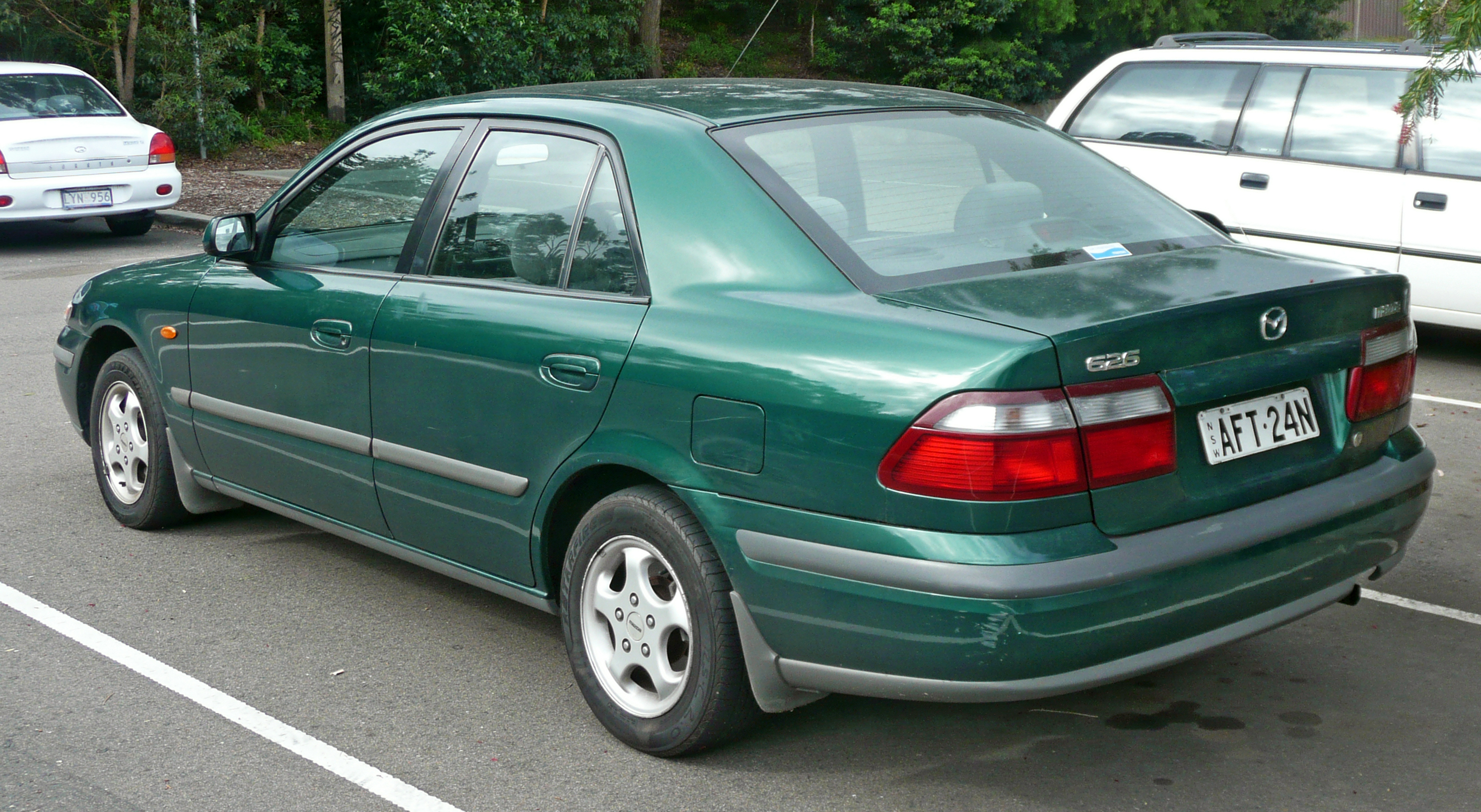
Tył 626 sedan przed liftingiem

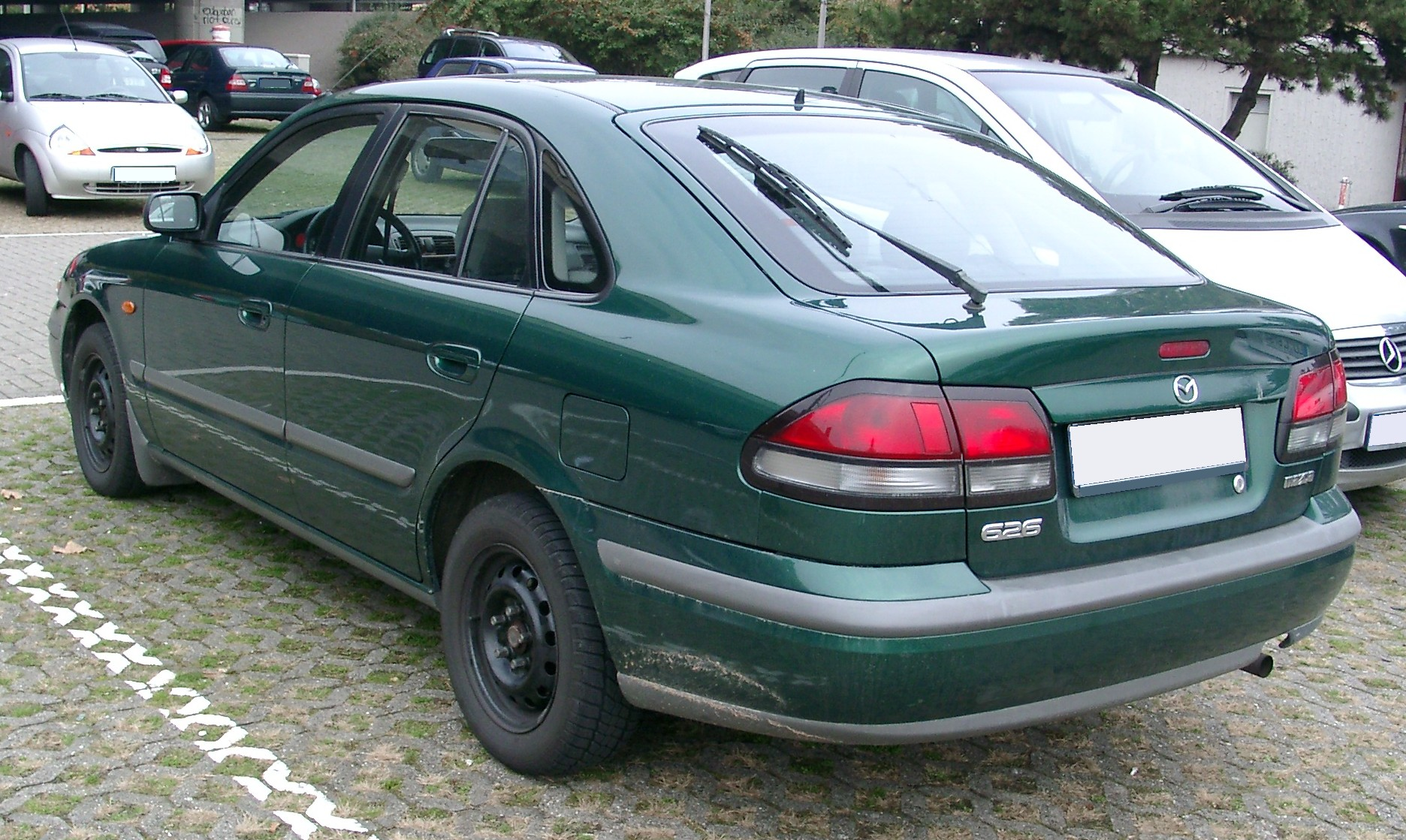
Tył 626 liftback przed liftingiem

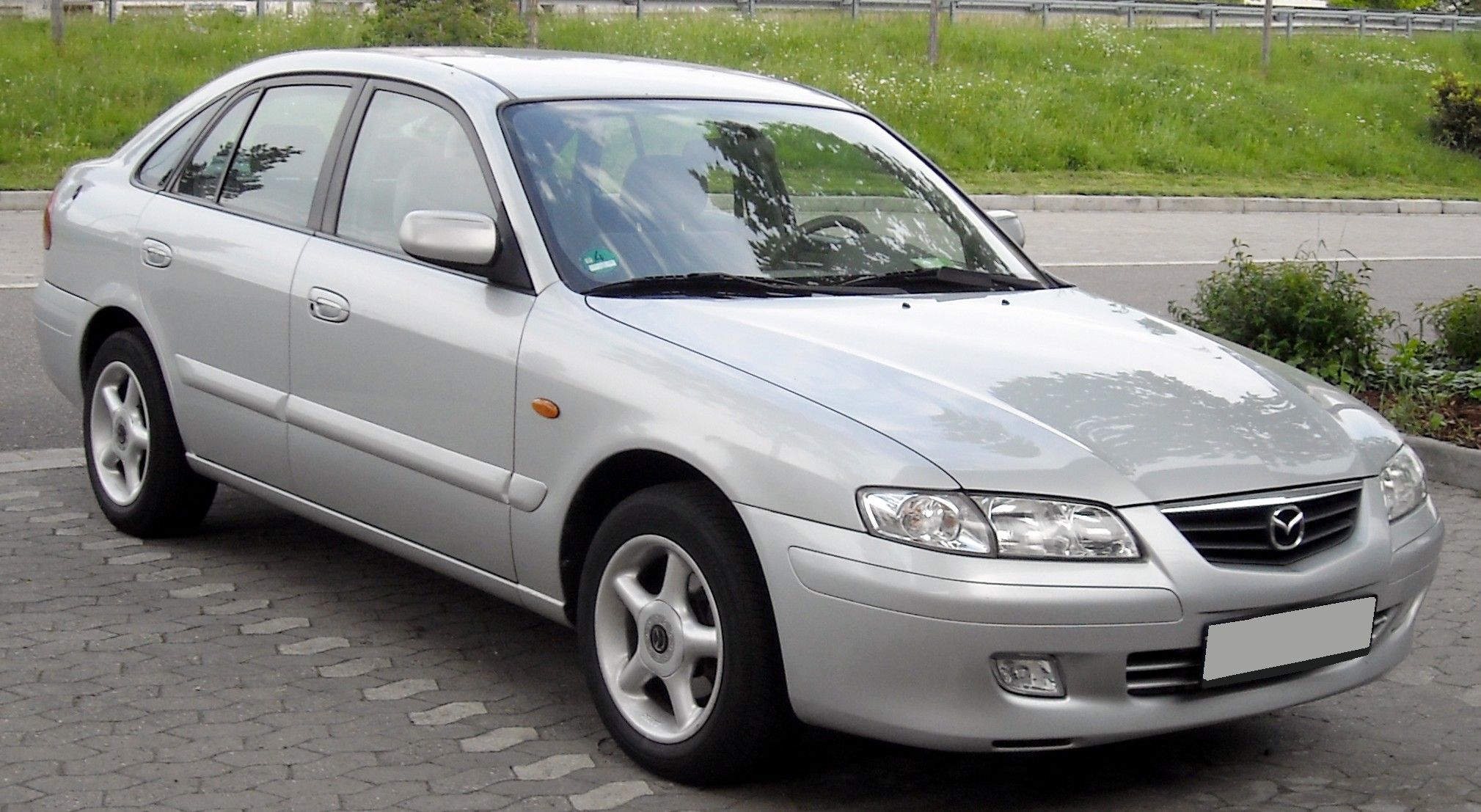
Mazda 626 po liftingu

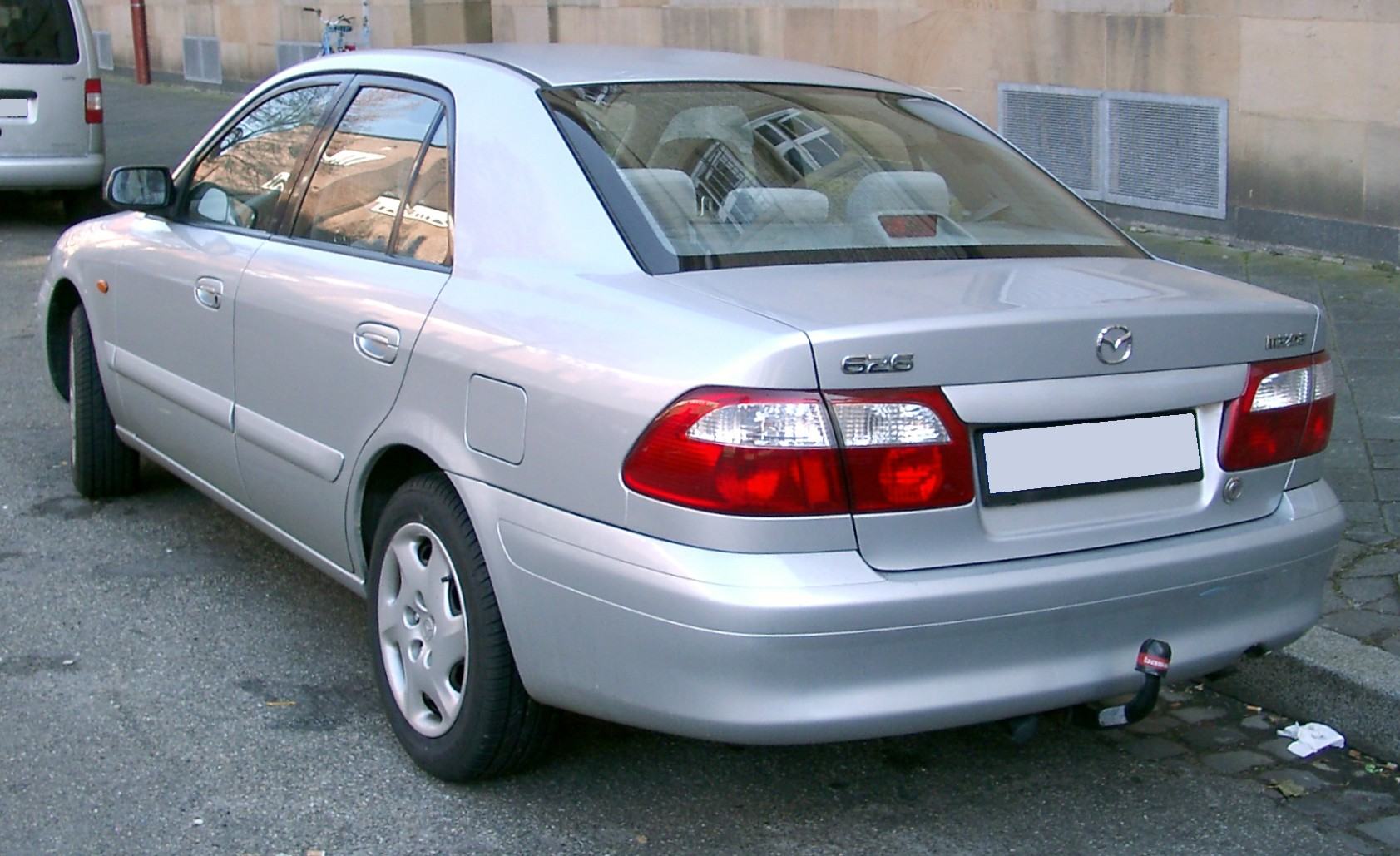
Tył 626 sedan po liftingu

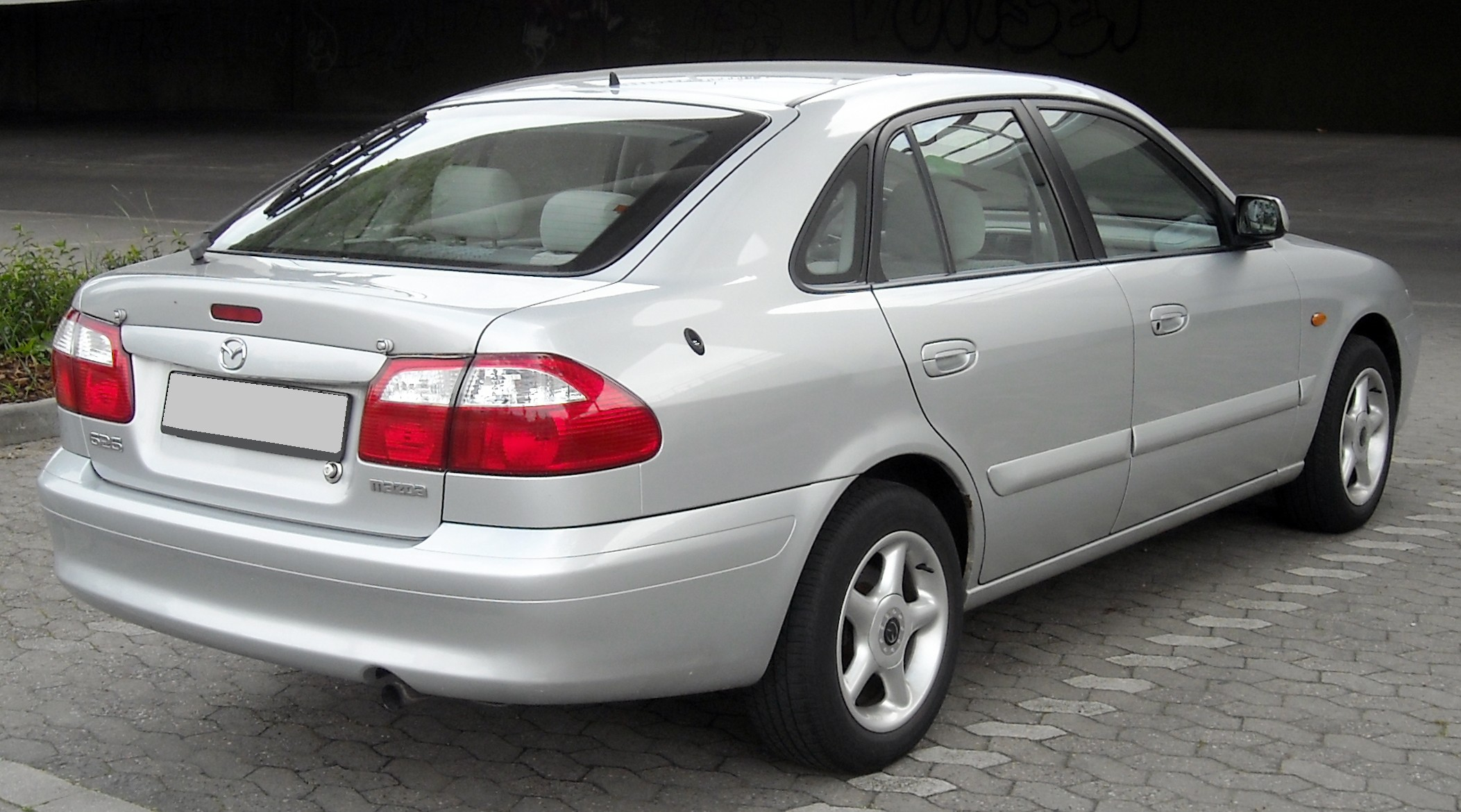
Tył 626 liftback po liftingu

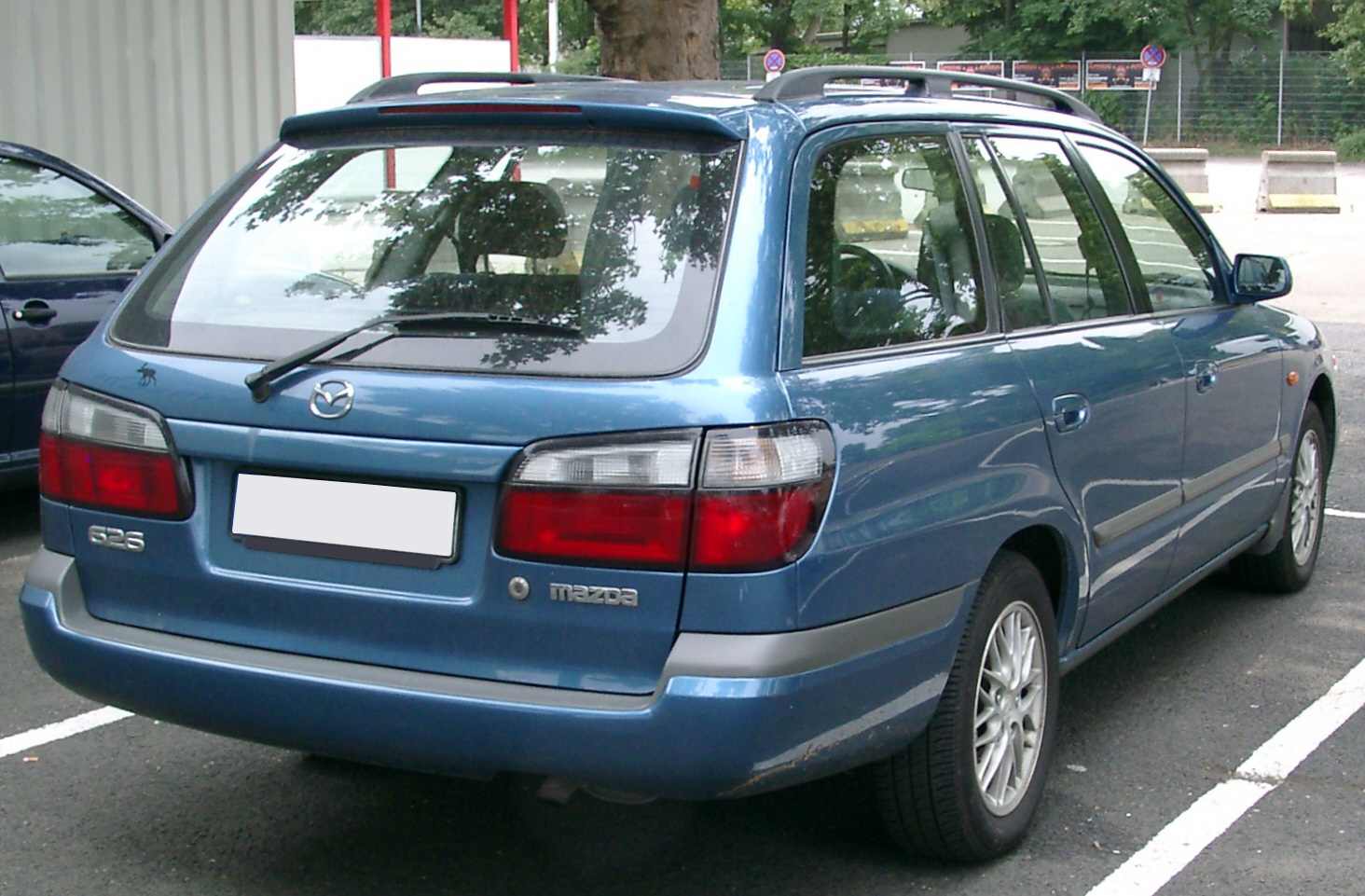
Tył 626 kombi

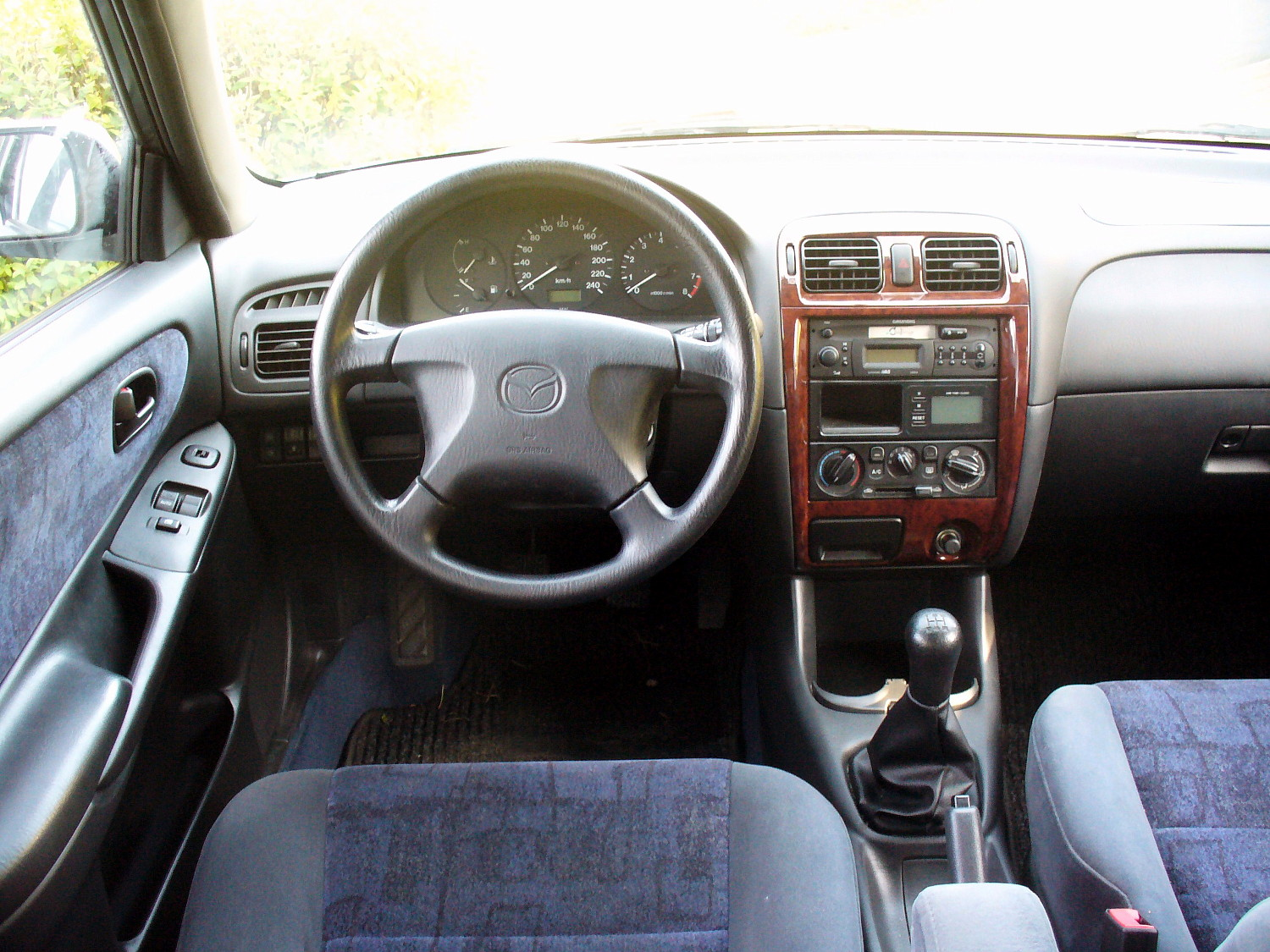
Wnętrze

Mazda 626 V została zaprezentowana w 1997 roku. Bardzo okazałą sylwetkę rodzinnej limuzyny pozbawiono (w porównaniu do poprzednika) ekstrawaganckich kształtów. Wnętrze jest bardzo funkcjonalne. Twardo obity, wygodny fotel kierowcy da się wszechtronnie regulować. Tylna kanapa jest zbyt nisko umieszczona, ale jest to cecha z poprzednich Mazd 626. Deska rozdzielcza przejrzysta, wszystko jest pod ręką i da się łatwo  regulować. Sztuczna drewniana okleina dodaje szlachetności i bardzo ładnie wygląda. Wnętrze jest jednak bardzo szare. Samochód w Polsce oferowany był z dwiema jednostkami napędowymi. W sedanie montowano 115 konny silnik, a w hatchbacku wzmocnioną jednostkę 136 konną. Oba silniki cechowała wysoka kultura pracy i elastyczność na dobrym poziomie. W roku 1998 wprowadzono 100-konnego turbo diesla (DiTD). Samochód miał w zamiarach podnieść sprzedawalność Mazd z silnikami wysokoprężnymi w Europie. Nowoczesna, czterozaworowa technika pozwoliła odchudzić samochód o 33 kg od poprzedniego Diesla montowanego w 626.

### Lifting
Na początku roku 2000 wprowadzono zmienioną 626. Bardziej agresywny wygląd nadają mu nowa maska silnika z wyraźnymi przetłoczeniami wzdłużnymi, nowa osłona chłodnicy, przednie reflektory z kloszami z gładkiego szkła i obniżony zderzak przedni. W tylnej części nadwozia retusz ograniczono tylko do zmiany wyglądu lamp zespolonych. Także wnętrze nadwozia zostało odświeżone przez zastosowanie jaśniejszych tworzyw sztucznych. Deska rozdzielcza wykonana jest w dwóch odcieniach szarości, a nie jak dotąd w jednym. Nieco zmieniono w niej wygląd wskaźników zegarowych, a w wystroju wnętrza zastosowano więcej chromowanych detali. Niewidoczną innowacją jest nowy filtr powietrza nadmuchiwanego do wnętrza, pochłaniającego nie tylko cząsteczki stałe, ale także opary spalin. Na polskim rynku Mazdy 626 oferowane były tylko z benzynowym silnikiem o pojemności 2.0 l i mocy 136 KM w dwóch wersjach wyposażenia, komfortową Touring i bardziej dynamiczną Sportive. Do standardowego wyposażenia należą 4 poduszki powietrzne, systemy ABS i TCS, tempomat oraz automatyczna klimatyzacja. Dostępne były trzy wersje nadwoziowe: sedan, hatchback i kombi. Mazda 626 kombi miała swoją premierę równo z innymi wersjami nadwozi - sedanem i hatchbackiem. Mazda 626 SW (skrót od Station Wagon) jest o 20 cm dłuższa od swoich pokrewnych wersji. Wersja GLX standardowo wyposażona jest w podłokietnik dla kierowcy, a przedni fotel pasażera składa się również do przodu, tworząc stolik, na którym można stawiać zarówno notebooka jak i gorące naczynia. Po złożeniu tego fotela i jeszcze jednego za nim w Maździe można przewozić bardzo długie przedmioty. Tylna kanapa jest przesuwana do przodu i dzielona, co pozwala wozić długie bagaże, np. narty. Przedział bagażowy ma pojemność 537 l. Standardowo wyposażony jest w roletę zakrywająca przewożone rzeczy.
Całkowicie niezależne zawieszenie składa się z przodu z kolumn McPhersona, z tyłu z opracowanego przez inżynierów Mazdy, niezależnego systemu podwójnych trapezowych wahaczy, tzw. układ TTL (Twin Trapezoidal Link). Zapewnia on zachowanie optymalnych parametrów geometrii zawieszenia, szczególnie przy pokonywaniu zakrętów i nierówności drogi. Jako wyposażenie dodatkowe oferowany jest system automatycznej regulacji prześwitu tylnego zawieszenia w zależności od obciążenia samochodu. Układ ABS nowej generacji stanowi wyposażenie standardowe we wszystkich wersjach. Wyposażony jest w cztery sensory (po jednym na każde koło), reagujące na różnice w obrotach kół oraz trzy systemy kontrolujące przednie i tylne hamulce. W połączeniu z ABS-em działa TCS (system kontroli trakcji) znany z luksusowego modelu Xedos 9, przeciwdziałający poślizgowi kół przy ruszaniu i gwałtownemu przyspieszaniu. W nowej Maździe znalazły się również rozwiązania sprawdzone w innych modelach, np. system FIM (Frontal Impact Moderation), dzięki któremu w razie zderzenia czołowego energia uderzenia jest redukowana w znacznej mierze przez przód samochodu i rozprasza się w sposób kontrolowany na elementy absorbujące, kabina pasażerska pozostaje nienaruszona.